# Jeverland
Jeverland refererer til den nordlige del af det nuværende distrikt Friesland i Nordtyskland med byen Jever som sæde for den lokale regering.
Jeverland blev dannet i det 15. århundrede fra grevskabet Østfrisland (tysk: Herrschaft Jever, frisisk: Greefskip Eastfryslân, nederlandsk: Graafschap Oost-Friesland) som selv hidrører fra Banter Viertel, en del af Östringen og Wangerland.
Byen Wilhelmshaven, der blev grundlagt i 1853, tilhører ikke længere Jeverland, men er en selvstændig by. Trods det ligger de tidligere uafhængige kirkesogne Heppens und Neuende på byens område.
I tidligere tider var landbrug grundpillen i Jeverlands økonomi.
Handel blev hovedsageligt varetaget af de små kystnære "slusehavne" (sielhafen) Hooksiel, Rüstringersiel og Mariensiel. Staten Kniphausen, som for en tid var politisk helt uafhængig, var også beliggende i Jeverland sammen med sine to havne i Inhausersiel og Kniphausersiel. I dag ligger dens tidligere område til dels i byen Wilhelmshaven.